# Chicha, Tato y Clodoveo
Chicha, Tato y Clodoveo est une série espagnole de bandes dessinées illustrée par Francisco Ibáñez, publiée en 1986. Le titre complet est Chicha, Tato y Clodoveo, de profesión sin empleo et montre les mésaventures de trois chômeurs.

## Caractéristiques
La maison d'édition Bruguera étant au bord de la ruine, Francisco Ibáñez s'associe à l'éditeur Grijalbo avec quelques-uns de ses collègues. Cette maison d'édition projette de créer une revue intitulée Guai !, qui sort en kiosque dans les premiers mois de 1986. Ibáñez ne peut dessiner les autres personnages qu'il a déjà créés car Bruguera en détient les droits. Il doit donc créer de nouveaux personnages : Chicha, Tato et Clodoveo.
Les bandes dessinées Chicha, Tato y Clodoveo sont publiées sous forme d'épisodes qui sont ensuite rassemblés en albums. Leurs aventures comptaient 44 pages, mais elles étaient divisées en 4 à 8 pages par numéro, en fonction de la taille de l'épisode. Dans ces bandes dessinées, Ibáñez reprend souvent des gags déjà utilisés dans d'autres bandes dessinées, principalement dans Mortadel et Filémon. Plus tard, Grijalbo est racheté par la société Tebeos S.A., connue plus tard sous le nom d'Ediciones B.
Comme ce fut le cas pour une partie de la production de Mortadel et Filémon dans les années 1980, les quelques bandes parues dans Chicha, Tato y Clodoveo après 1989 (non incluses dans les albums) sont dessinées par d'autres dessinateurs (communément appelés « noirs » ou « apocryphes »), bien que l'on considère que les albums précédents portent bien la signature d'Ibáñez. Ramón Bernadó déclare dans une interview : « J'ai également apporté les dernières touches à quelques [numéros de] Mortadelo. Pour Chicha, Tato y Clodoveo, j'ai passé environ un an. J'ai fait les crayonnés, un collègue les a encrés et Ibáñez s'est limité au scénario. C'était une bonne période, car ils exigeaient la sortie à la fin du mois et on était formé en tant que dessinateur. » Ibáñez, cependant, ne reconnaît pas de collaboration au-delà de l'encrage.
Après la disparition de la revue Guai! en 1990, les bandes dessinées des trois chômeurs cessent d'être publiées. Les personnages font une apparition dans la bande dessinée de Mortadelo y Filemón El 35 aniversario (1993) et Chicha apparaît également brièvement dans Su vida privada (1998), en tant que flirt de Mortadel.